# Stefan Kapłaniak
Stefan Kapłaniak, pseud. Cenek (ur. 10 kwietnia 1933 w Szczawnicy, zm. 8 sierpnia 2021 w Chicago) – polski kajakarz, medalista olimpijski z Rzymu i dwukrotny mistrz świata z roku 1958.

## Kariera sportowa
Reprezentant Sokolicy Krościenko (1949–1953), CWKS Bydgoszcz (1954–1957), YK Nowa Huta (1958), KS Pieniny Szczawnica (1959–1961) i Spójni Warszawa.
Wychowanek dr. Artura Wernera (klub), podopieczny Stanisława Zantary (kadra).

### Mistrzostwa świata
Jego największym sukcesem w karierze było indywidualne mistrzostwo świata w konkurencji K-1 500m i mistrzostwo świata zdobyte w kategorii K-2 500 m (razem z Władysławem Zielińskim).
Ponadto był 5-krotnym finalistą MŚ:
- 1958 Praga: 4 m. (K-1 4 × 500 m), 4 m. (K-2 1000 m),
- 1963 Jajce: 4 m. (K-2 500 m), 5 m. (K-1 4 × 500 m),
- 1966 Berlin: 8 m. (K-2 500 m).

### Igrzyska olimpijskie
Największym sukcesem olimpijskim był brązowy medal igrzysk olimpijskich w Rzymie (1960) w konkurencji K-2 1000 m (razem z Władysławem Zielińskim). Na tych samych igrzyskach zajął jeszcze czwarte miejsce w konkurencji K-1 4 × 500 m (razem z Władysławem Zielińskim, Ryszardem Marchlikiem i Ryszardem Skwarskim. Ponadto zajął 4 m. w jedynkach (1000 m) podczas IO w Melbourne (1956) i 4 m. w 1964 roku w konkurencji K-2 1000 m (z Władysławem Zielińskim).

### Mistrzostwa Europy
Mistrz Europy 1959 Duisburg (K-1 500 m),
- srebrny medal 1961 Poznań (K-2 500 m, z W. Zielińskim),
- brązowy medal 1957 Gandawa (K-1 500 m),
- brązowy medal 1959 Duisburg (K-1 4 × 500 m, partnerzy: K. Koszieras, R. Skwarski, W. Zieliński).

Był również 5-krotnym finalistą ME:
- 1957 Gandawa: 4 m. (K-1 4 × 500 m),
- 1963 Jajce: 4 m. (K-2 500 m), 5 m. (K-1 4 × 500 m),
- 1965 Snagov: 5 m. (K-2 500 m), 5 m. (K-1 4 × 500 m).

### Mistrzostwa Polski
Był 30 krotnym kajakowym mistrzem Polski w latach 1953-1968:
- K-1 500 m (1954, 1955, 1956, 1957, 1958, 1959, 1961, 1964),
- K-2 500 m (1962, 1965),
- K-1 1000 m (1956,1957,1958,1959,1961),
- K-2 1000 m (1963),
- K-1 10 000 m (1953),
- K-2 10 000 m (1962, 1963) i w konkurencjach: K-4 500 m, K-4 1000 m, K-4 10 000 m oraz K-1 4 × 500 m.

Był też mistrzem Polski w kajakarstwie górskim w 1953 w kategorii K-1 (slalom).

### Mistrzostwa Polski Juniorów
W roku 1950 zdobywa po raz pierwszy jako junior tytuł Mistrza Polski.

### Inne osiągnięcia
W roku 1973 pokonał 118 kilometrową trasę w ciągu 5 dni płynąc Dunajcem pod prąd z Nowego Sącza do Nowego Targu.

## Odznaczenia
- Krzyż Kawalerski Orderu Odrodzenia Polski
- Odznaka „Mistrz Sportu”
- Odznaka „Zasłużony Mistrz Sportu”
- Medal za Wybitne Osiągnięcia Sportowe

Jego kuzynem był Eugeniusz Kapłaniak.
21 września 2021 został pochowany na cmentarzu w Szczawnicy.